# Airtone
『Airtone』（エアトーン）は、アミューズメントメディア総合学院の商用ゲーム作品開発機関『AMG GAMES』より発売されたVR音楽ゲーム。

## 概要
プレイヤーは、とある惑星に住んでいるアンドロイド・ネオン（声 - 山岡ゆり）の相棒ロボットとして活躍する。楽曲をクリアして、惑星の修復を行っていくのが、このゲームのストーリーである。
マーカーは、流れる方向に向かって腕を振る『スマッシュマーカー』、位置に合わせトリガーを引く『トリガーマーカー』、トリガーを引き続ける『長押しマーカー』の3種類。
楽曲をクリアし、「リズム」を集めていくことで、ストーリーが進行していく。
2017年5月1日には、ハウステンボス内にある「VRの館」にて特別仕様版が稼働開始した。

## 開発
本作の開発に当たり、「一般的な和製リズムゲームの面白さ」を確保しつつ、身体を動かしたり、キャラクターとの空間共有といったVRの特性を生かした開発方針が立てられた。
本作のプロデューサーである佐々木瞬は、音楽ゲームの研究や開発の経験を通じて、和製リズムゲームの楽しさが、「音楽に合わせてリズムを刻んでいく」という根本的な部分と、中級者以降に向けられた攻略性の部分で構築されていることに気づき、それをVRに合わせていった。
「音楽に合わせてリズムを刻んでいく」という部分については、リズムに合わせて「叩く」（ハンドコントローラを振る）という基本動作として表現した。「叩く」では正確なタイミングが使いにくいため、「トリガー」（ハンドコントローラのトリガーボタンを押す）と「長押し」（ハンドコントローラのトリガーボタンを押し続ける）が追加された。
また、「長押し」は攻略性の実現にもかかわっており、ラインに合わせてトリガーボタンを押し続ける「トンネルマーカー」やライン数を5本（奇数）にするといったことも攻略性の実現から取り入れられた。

### サウンド
本作の音楽は、ノイジークロークとAMG MUSIC（アミューズメントメディア総合学院音楽事業部）が手掛けた。
本作のサウンドエンジンには、Unreal Engine 4と一緒に用いられることの多いWwiseが採用され、同エンジンによって「音ズレの完全防止」「音楽との同期による判定」「3Dサウンド」という要件が満たされた。
「音ズレ防止」は、ゲームの進行とBGMのサンプル数と同期させ、サウンド主体のゲーム進行としたことで実現したc。
また、本作の楽曲はすべて書下ろしであることから、作曲者に楽曲の長さなどを指定することで「音楽との同期」が実現したGB20170721。